# George Robertson (pilote)
Pour les articles homonymes, voir George Robertson et Robertson.
George "Joe" H. Robertson, né en 1884 à New York et mort le 3 juillet 1955, était un pilote automobile américain.

## Biographie
Son père possédait l'un des plus gros garages automobiles new-yorkais, notamment pour Mors et Panhard.
Il a couru sur Christie, Hotchkiss, et Simplex, mais son plus beaux succès fut obtenu avec une Locomobile affectueusement surnommée Old 16 et imaginée par Andrew L. Riker, construite à Bridgeport, la première voiture américaine – et d'un Américain – à remporter une compétition internationale, la Coupe Vanderbilt de 1908 (véhicule également le plus rapide de l'édition 1906). Elle n'a jamais été restaurée, pour la maintenir en conditions de course, et est exposée au Henry Ford Museum and Greenfield Village de Dearborn.

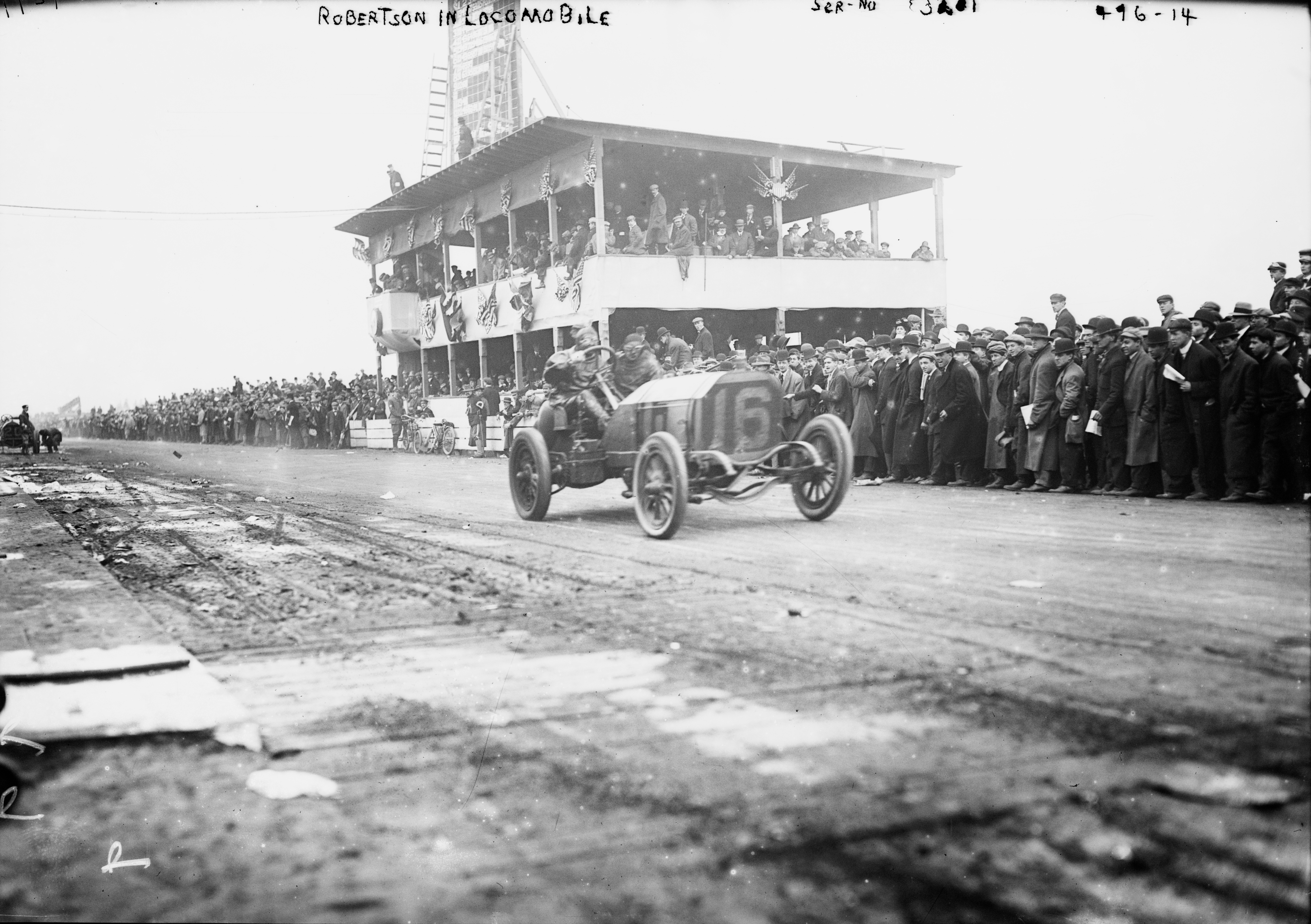
Victoire en 1908 de Joé Robertson, avec la Locomobile future "Old 16".
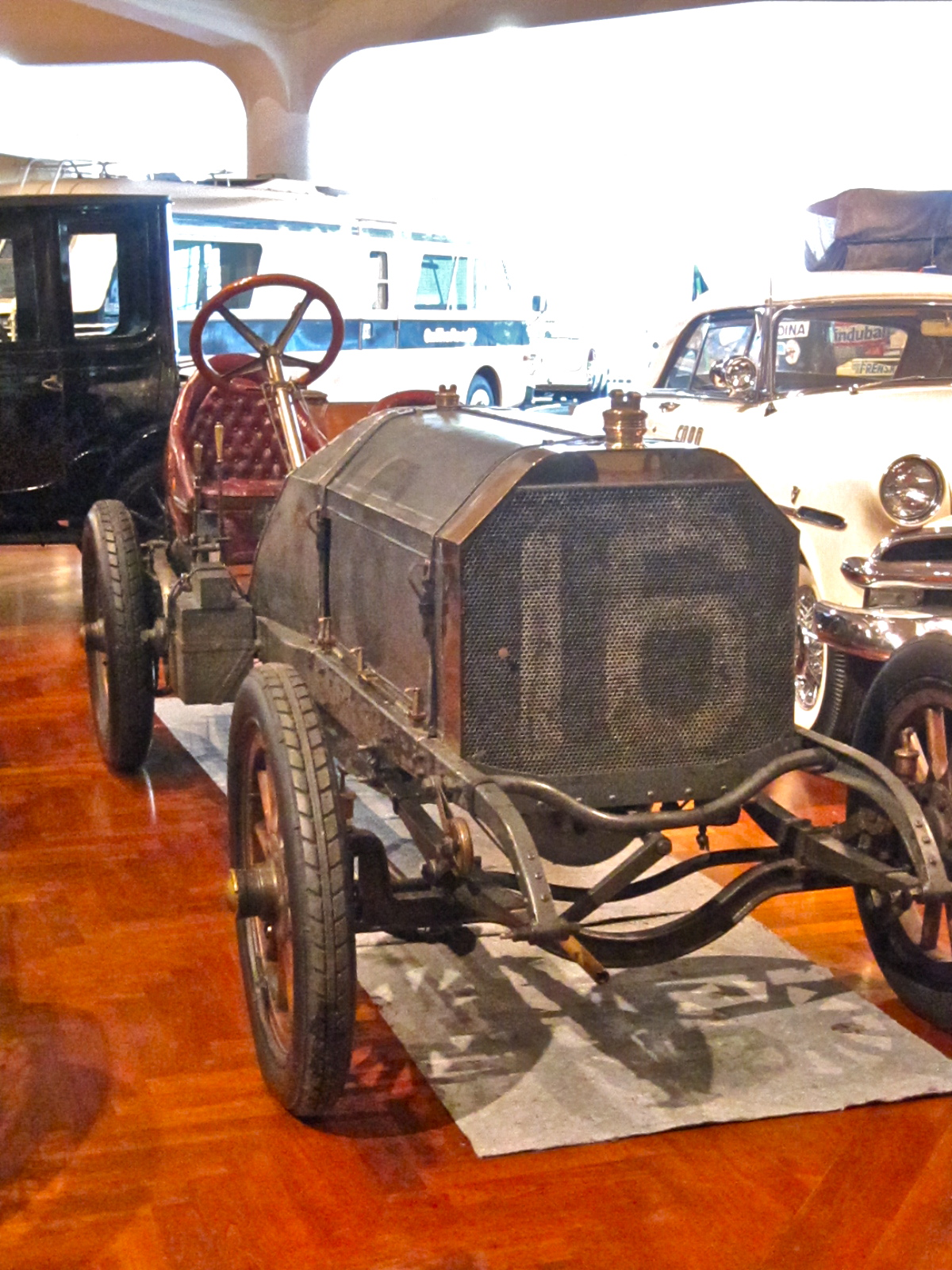
Old 16.

Début octobre 1908, il remporta avec Frank Lescault les 24 Heures de Brighton Beach, sur Simplex 50HP; 
Fin juillet 1909, il remporta -avec Al Poole cette fois- encore les 24 Heures de Brighton Beach, toujours sur Simplex 50HP, puis en septembre de la même année la Lowell Trophy Race et en octobre les 200 milles de Philadelphie.
En 1910, Robertson fut le capitaine-pilote du Benz team US, mais il se blessa sérieusement en faisant découvrir une course à un reporter et du renoncer à la compétition. En 1921 il devint directeur en Grand Prix de l'écurie Duesenberg (marque alors sponsorisée en Europe par le cycliste Albert Champion), notamment lors de la victoire au Grand Prix de France de Jimmy Murphy, le seul pilote américain à avoir remporté un Grand Prix sur une voiture entièrement américaine durant 46 ans (jusqu'à Dan Gurney sur Eagle en Belgique durant l'année 1967), les autres pilotes de l'équipe étant alors Joe Boyer et le Français Albert Guyot. Il devint ultérieurement vice-président et directeur général du Roosevelt Raceway, qui accueillit la coupe Vanderbilt en 1936 et 1937.
En 1951, l'historien du sport automobile américain Russ Catlin révisa officiellement les palmarès nationaux de l'AAA entre 1902 et 1919, et déclara Robertson champion des États-Unis pour 1909, l'année même de ses débuts en championnat, en lieu et place de Bert Dingley, après recomptage de toutes les courses de la saison (où il gagna également à Lowell, et termina deux fois sur le podium à Crown Point).